# NGC 6466
NGC 6466 est une galaxie lenticulaire (barrée?) située dans la constellation du Dragon. Sa vitesse par rapport au fond diffus cosmologique est de 6 723 ± 24 km/s, ce qui correspond à une distance de Hubble de 99,2 ± 7,0 Mpc (∼324 millions d'al). NGC 6466 a été découverte par l'astronome américain Lewis Swift en 1884.